# 阿里烏教派
阿里烏教派（英語：Arianism），又譯亞流派，即阿里烏主義，是4世紀亞歷山大港正教會的包加里教區長老阿里烏及其支持者的基督徒派別，故稱阿里烏派。認為《聖經》說明耶穌基督次於天父，基督是介於上帝與人之間的神。阿里烏派拒絶使用「本體相同」這個詞語去描述基督（子神）與父神的關係，而是採用「本体相异」來描述。其教導在不同的大公會議中都斥之為異端。另外亞流也反對教會佔有大量財產。

## 背景
《聖經》及第一世紀的基督徒、早期的「教父」並未有所謂「三位一體」的教義。在阿里烏的爭論爆發之前，所有神學家都無一例外地在某些方面承認子的地位低於父。自第四世紀初期，基督教歷史卻產生對上帝的不同解釋和看法，並形成兩大互相敵對的神學派系「亞歷山大城」派系（亞歷山大派）和「安提阿」派系（安提阿派）。
屬於安提阿派的亞流，曾擔任過亞歷山大城教會的長老和跟隨在安提阿著名學者路迦諾門下學習。阿里烏看重基督身处人间的人性，認為聖子是受造之神（天使）中的第一位，因此基督不是上帝，而是上帝的长子（头生子），能当上帝與人之間的媒介。而亞歷山大派則認為獨一的真神擁有三個位格（聖父、聖子、聖靈）存在於同一的本體（substance）中。

## 教導內容
在公元318年或320年，阿里烏公開發表主張開始傳播反三位一體的激進言論。阿里烏認為只有聖父耶和華不是受造的，而聖子及聖靈（聖神，或者道）都是受聖父所造的。因受到希臘化思想的影響，阿里烏認為上帝本身不能去創造物質的世界、神與人之間的距離實在是遙遠到人無法與上帝有任何的互動及往來。阿里烏認為，聖子耶穌基督不是聖父，更不是人，耶穌擁有的只是一個人的「肉體」，但卻沒有人的「靈魂」在當中。而「道」，就是進入耶穌的身體，代替所欠缺的人類靈魂。
總的來說，阿里烏的教導強調耶穌基督是「上帝與人之間」的神，為被造者中的首先及最高者，不同於上帝，也不同於人，但是被尊稱為神，但不是受造物该崇拜的真神耶和华。他闡揚基督是「曾有一時不存在的」。阿里烏堅持耶穌基督在各方面都與天父的本體和特性不同，耶穌基督也與人不同，耶穌沒有人的靈魂，是次於天父的受造物──與父並非一體，但與父的關係却比谁親密。阿里烏派主張的《聖經》根據有《旧约·箴言》8:22：「在耶和華造化的起頭、在太初創造萬物之先、就有了我」，和耶穌曾在《新约·約翰福音》14:28說：「因為父是比我大的」。這些經文都是此派別主張的基礎，既無論是從本性或權利方面，耶穌都具有不朽的神性。

## 爭執與解決
為了政治理由，在位的羅馬皇帝君士坦丁大帝竭力維持國內的宗教和諧，並迅速制止一切反對的聲音。君士坦丁可能並不了解神學家們所爭辯的問題，但他顯然認為神學爭辯應該停息，教會的分裂應該停止。教會的統一於是也成了政治問題，他特地寫了信去責備兩派，但這封信並沒有帶出任何解決之道。在跟北非的多納圖派信徒及東部的阿里烏信徒接觸後，君士坦丁便看出僅憑遊説並不足以促成牢固合一的信仰。這成了後來在公元325年召開尼西亞大公會議的原因。
阿里烏的教導激發了對基督的爭論，其主張與亞歷山大派相對。當時反對阿里烏教派主張的有著名教父亞他那修，他主張基督是與父同本體、同永恆、同等，聖子是永在，完全不是被造。著名教父俄利根提出聖子「與父同永」，以「永遠生出」來解說父與子的關係。由於兩派的神學上的嚴重分歧，此神學爭論便發展至無休止的論戰。
公元320年左右，亞歷山大港教會召開宗教會議，可惜會議無果。君士坦丁大帝在公元325年召開第一次的基督教大公會議（即第一次尼西亞公會議），以解決此神學爭論。會議中亞他那修和阿里烏各為自己所倡議派系站出來辯論，此外該撒利亞的優西比烏提出關鍵性字詞──「聖子與聖父同質」。結果會議大多數支持亞他那修，而拒絕簽署的兩位主教與阿里烏被驅逐，阿里烏教派被斥為異端（票数214:2至314:2）。會議在君士坦丁大帝的影響和監督下，全體主教簽署通過有強制性的《尼西亞信經》，出席的主教們承認：「耶穌基督，聖而神者，為父所生，並非被造，與父同質。」
在會議結束後，東方教會的主教們多數因大公會議中採用了關鍵性字詞──「聖子與聖父同質」而拒絕《尼西亞信經》。大公會議沒有止息爭端，耶穌與天父的爭論仍持續。亞他那修在公元328年接任亞歷山大主教，繼續主張“若以基督為受造者，就是否認相信他而得救並與上帝聯合”、“基督是從聖父的本質中而生出來的”和“基督與父同質的”。另一方面，君士坦丁大帝結束了阿里烏的流放，並恢復其職。其後，亞他那修更被流放高盧。君士坦丁晚年在游社博的影響下，曾轉而支持阿里烏教派的緩和主張，將《尼西亞信經》的捍衛者馬爾塞魯以散布異端的罪名撤職。在君士坦丁大帝隨後在神學態度的變更，以及和其後繼位之君士坦提烏斯二世是傾向阿里烏教派的，因著他的偏向，使得阿里烏教派的勢力又趁機盛行，興起了三個支派：
1. 極端阿里烏教派──此派主張子在各方面皆與父不同，子可稱為神，但是父與子的質不同，故亦稱「非同質派」（Anomoeans），此意從希臘文anomoios（不同）而來。
2. 政治阿里烏教派──此派稱子與父的質是「同類」而非「相同」，故亦稱「類同質派」（Homoeans），此意從希臘文homoios（類同）而來。
3. 半阿里烏教派──此派稱子像父同質，其實不然，故亦稱「像同質派」（Homoiousians），此意從希臘文homoiousios（像似）而來。

直到公元380年在君士坦丁堡舉行的第二次大公會議的召開，對第一次會議所決定的基督位格，重予確定，聖靈被接納為三位一體的神格，阿里烏教派再次被斥為異端。此時，三位一體的神學思想基本上已確立為正統教義。阿里烏教派從此大勢已去，只在日耳曼人中存在，最後在公元7世紀，當時西哥特王国最後一位信奉阿里烏派的国王雷卡雷德改信天主教後，阿里烏派在歷史上完全淡出。
阿里烏教派另一影響為大公會議立下規範。會議的結果雖然是專斷的，一切的決定是由皇帝及皇帝顧問所操縱，然而，會議的文告卻被承認為基督教權威的宣言。

## 文献
目前华人基督教界有以下几篇关于該派文献的翻译：
1. 《宴席（THALIA）》
2. 〈亚历山大教会教谕 罢逐亚流（DEPOSITION OF ARIUS  (DEPOSITIO ARII)）〉
3. 《亚流致尼哥米迪亚主教优西比乌的信（THE LETTER OF ARIUS TO EUSEBIUS, BISHOP OF NICOMEDIA）》
4. 《尼西亚信经护文（DEFENCE OF THE NICENE DEFINITION）》
5. 《亚流派历史（THE HISTORY OF ARIANS）》

### 引用
1. ↑  布恆瑞，《初早期基督教會簡史》，郭鳳卓譯，（香港：真道之聲出版社，1985年），165-7。
2. ↑  陶理，《基督教二千年史》，李伯明、林牧野譯，（香港：天海書樓，2007年），164-5。
3. ↑  王德昭，《西洋通史》，（台北：五南出版社，1993年)，205-6。
4. ↑  比爾·奧斯汀，《基督教發展史》，許建人、馬傑偉譯，（香港：香港種籽出版社，1991年），97-8。
5. ↑  謝家樹，《基督教歷代別異神學思想簡介》，（台北：中國主日學協會，1983年)，46-7